# پادشاهی هوشنگ
پادشاهی هوشنگ دومین داستانِ پادشاهان و دومین پادشاهی پیشدادی در شاهنامهٔ فردوسی است که دورانِ چهل‌سالهٔ پادشاهیِ هوشنگ را داستان می‌کند.
وی در شاهنامه، پسر سیامک و نوهٔ کیومرث است که انتقام قتل سیامک را از اهریمن می‌گیرد و پس از کیومرث به پادشاهی جهان می‌رسد. همچنین، یافتن آتش و برپایی جشن سده را در شاهنامه و اسطوره‌های ایرانی به او نسبت می‌دهند. هوشنگ، مردم زمان خود را با آبیاری و صنعت و جداکردن آهن و سنگ و ساختن ابزارِ آهنی آشنا ساخت و به ایشان کشاورزی آموخت. در شاهنامه؛ آشپزی، پختن نان و گله‌داری از آموزه‌های او برای مردم به‌شمار می‌رود. پیدایشِ جشن سده نیز به هوشنگ نسبت داده می‌شود.
به گزارش فردوسی، هوشنگ در کوه ماری سیاه با چشمان سرخ دید که از دهانش دود برون می‌شد. سنگی به سوی او پرتاب کرد. سنگ، به سنگی دیگر خورد و آتشی افروخت. آن شب، جشنی در بزرگداشت آتش گرفتند و نام آن جشن سده است. همچنین او جانوران سودمند مانند گاو و خر و گوسفند را جفت‌جفت جدا کرد تا آن‌ها را پرورش دهند. هوشنگ ۴۰ سال حکومت کرد و پس از او تهمورث دیوبند پادشاه شد.